# Віі Гвул (Аризона)
Вільямс (англ. Williams) — місто (англ. city) в США, в окрузі Коконіно штату Аризона. Населення — 3202 особи (2020).

## Історія

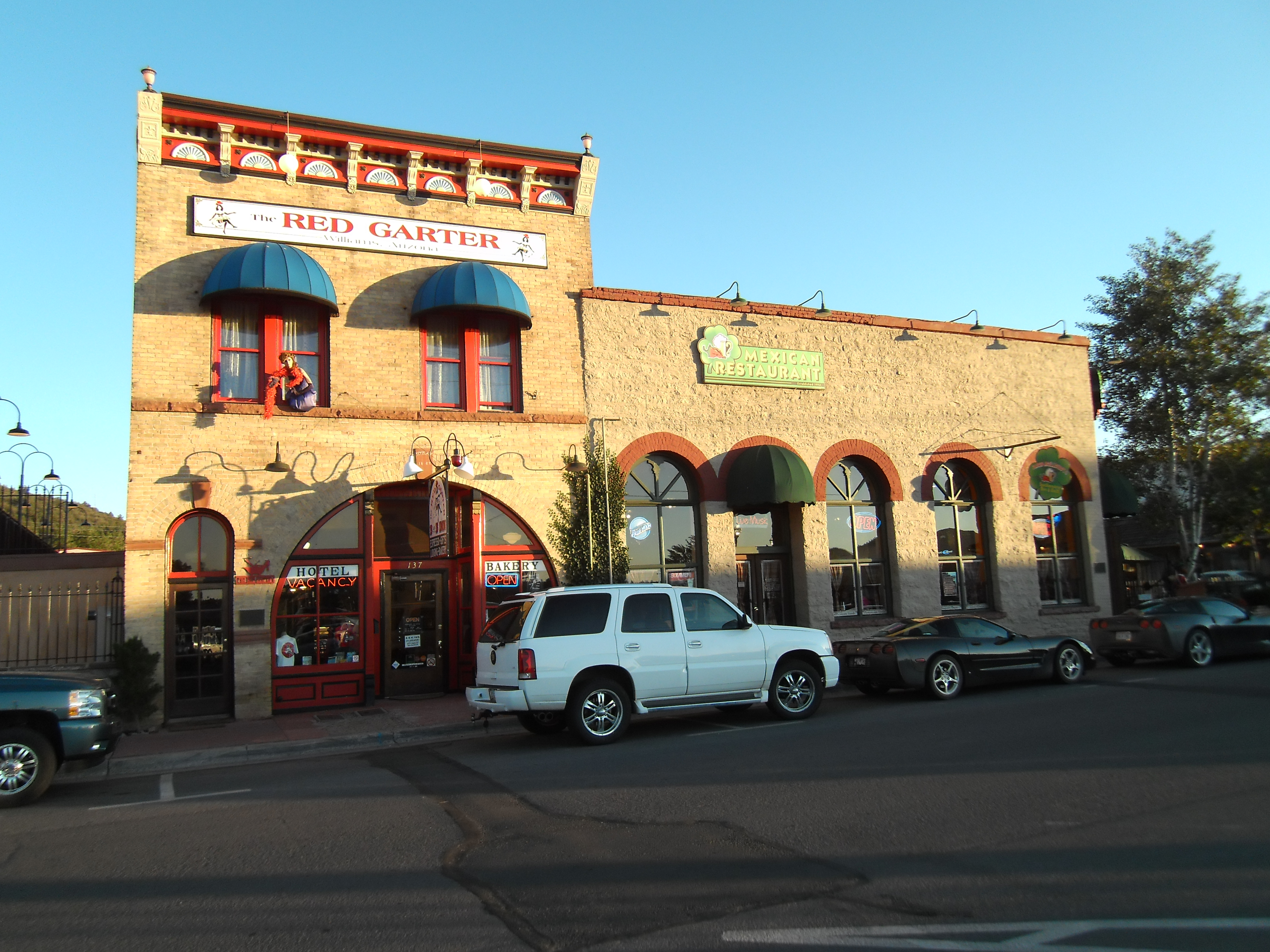

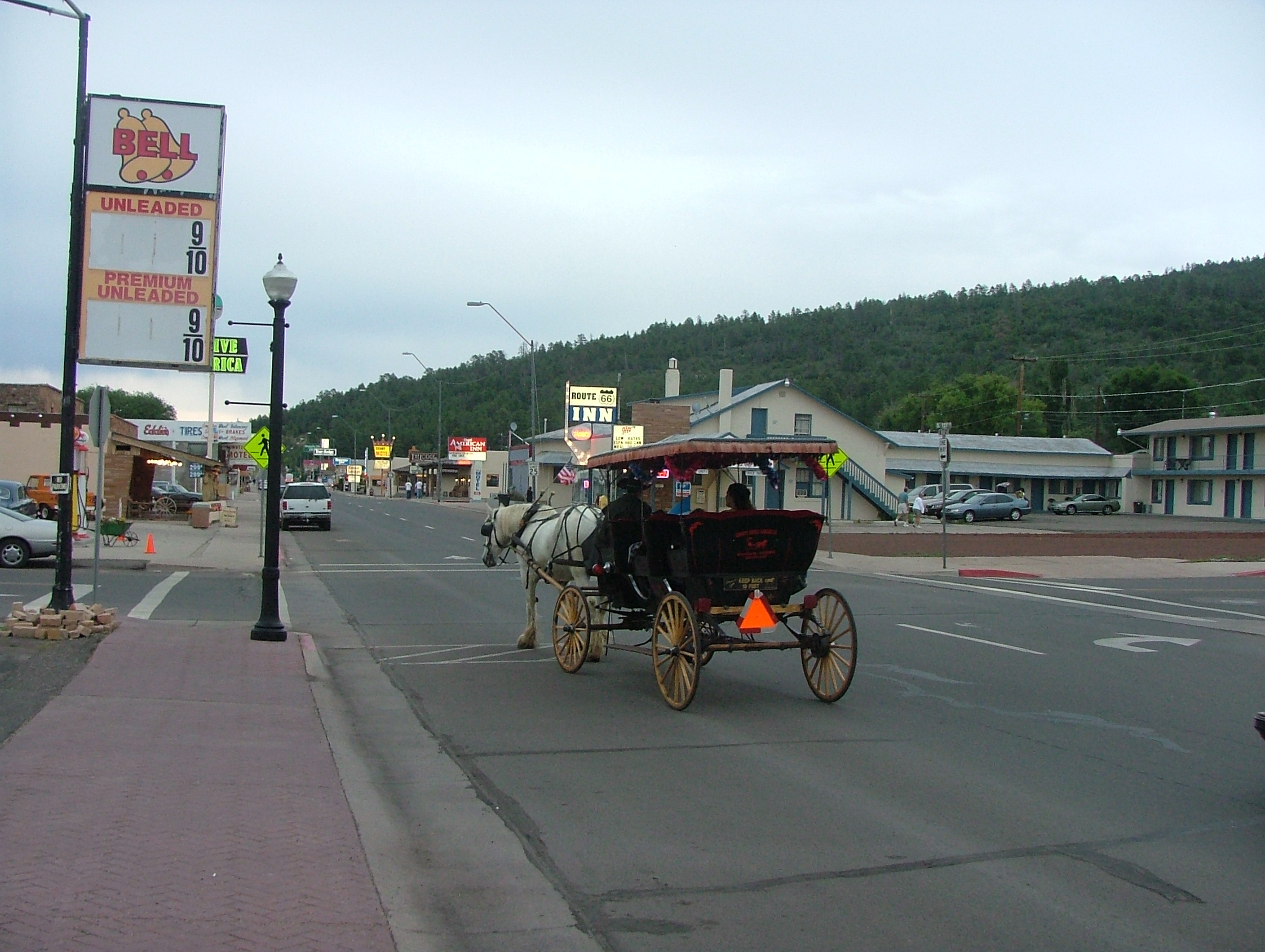

Вільямс розташований в самому серці Національного заповідного лісу Кейбаб на висоті 6770 футів.
Заснований в 1881 році, Вільямс був названий на честь знаменитого мисливця, розвідника, альпініста, «Старого Білла Вільямса». Статуя «Старий Білл» стоїть у парку, розташованому на західній стороні міста. Велика гора безпосередньо на південь від міста названа горою Білла Вільямса. Місто було зареєстроване 9 липня 1901 року.

## Географія
Вільямс розташований за координатами 35°14′54″ пн. ш. 112°10′59″ зх. д. / 35.24833° пн. ш. 112.18306° зх. д. (35.248274, -112.183086).  За даними Бюро перепису населення США в 2010 році місто мало площу 113,42 км², з яких 112,53 км² — суходіл та 0,89 км² — водойми.

### Клімат
| Клімат : Вільямс                      | Клімат : Вільямс | Клімат : Вільямс | Клімат : Вільямс | Клімат : Вільямс | Клімат : Вільямс | Клімат : Вільямс | Клімат : Вільямс | Клімат : Вільямс | Клімат : Вільямс | Клімат : Вільямс | Клімат : Вільямс | Клімат : Вільямс | Клімат : Вільямс |
| Показник                              | Січ.             | Лют.             | Бер.             | Квіт.            | Трав.            | Черв.            | Лип.             | Серп.            | Вер.             | Жовт.            | Лист.            | Груд.            | Рік              |
| Абсолютний максимум, °C               | 23,3             | 23,3             | 24,4             | 30,6             | 33,3             | 37,8             | 38,9             | 38,3             | 33,9             | 29,4             | 26,7             | 23,3             | 38,9             |
| Середній максимум, °C                 | 8,1              | 9,2              | 12,1             | 16,4             | 21,8             | 27,1             | 28,5             | 26,9             | 24,1             | 18,5             | 12,4             | 8,1              | 17,8             |
| Середня температура, °C               | 1,6              | 2,7              | 5,0              | 8,6              | 13,5             | 18,3             | 20,7             | 19,6             | 16,5             | 10,9             | 5,4              | 1,6              | 10,4             |
| Середній мінімум, °C                  | −4,8             | −3,9             | −2,1             | 0,8              | 5,3              | 9,7              | 12,8             | 12,1             | 8,9              | 3,3              | −1,6             | −4,9             | 2,9              |
| Абсолютний мінімум, °C                | −31,7            | −27,8            | −21,1            | −16,7            | −13,3            | −5,6             | 0,0              | 0,0              | −11,7            | −13,9            | −21,7            | −27,2            | −31,7            |
| Норма опадів, мм                      | 56               | 61               | 55               | 26               | 15               | 11               | 72               | 87               | 46               | 39               | 42               | 50               | 560              |
| Днів з опадами                        | 6,5              | 6,4              | 6,7              | 3,8              | 3,2              | 2,3              | 10,0             | 11,8             | 6,4              | 4,3              | 4,5              | 5,8              | 71,7             |
| Днів зі снігом                        | 4,2              | 3,8              | 3,4              | 1,8              | ,1               | 0                | 0                | 0                | 0                | ,2               | 1,7              | 3,4              | 18,5             |
| ------------------------------------- | ---------------- | ---------------- | ---------------- | ---------------- | ---------------- | ---------------- | ---------------- | ---------------- | ---------------- | ---------------- | ---------------- | ---------------- | ---------------- |
| Джерело: NOAA (extremes 1897–present) |                  |                  |                  |                  |                  |                  |                  |                  |                  |                  |                  |                  |                  |

## Демографія

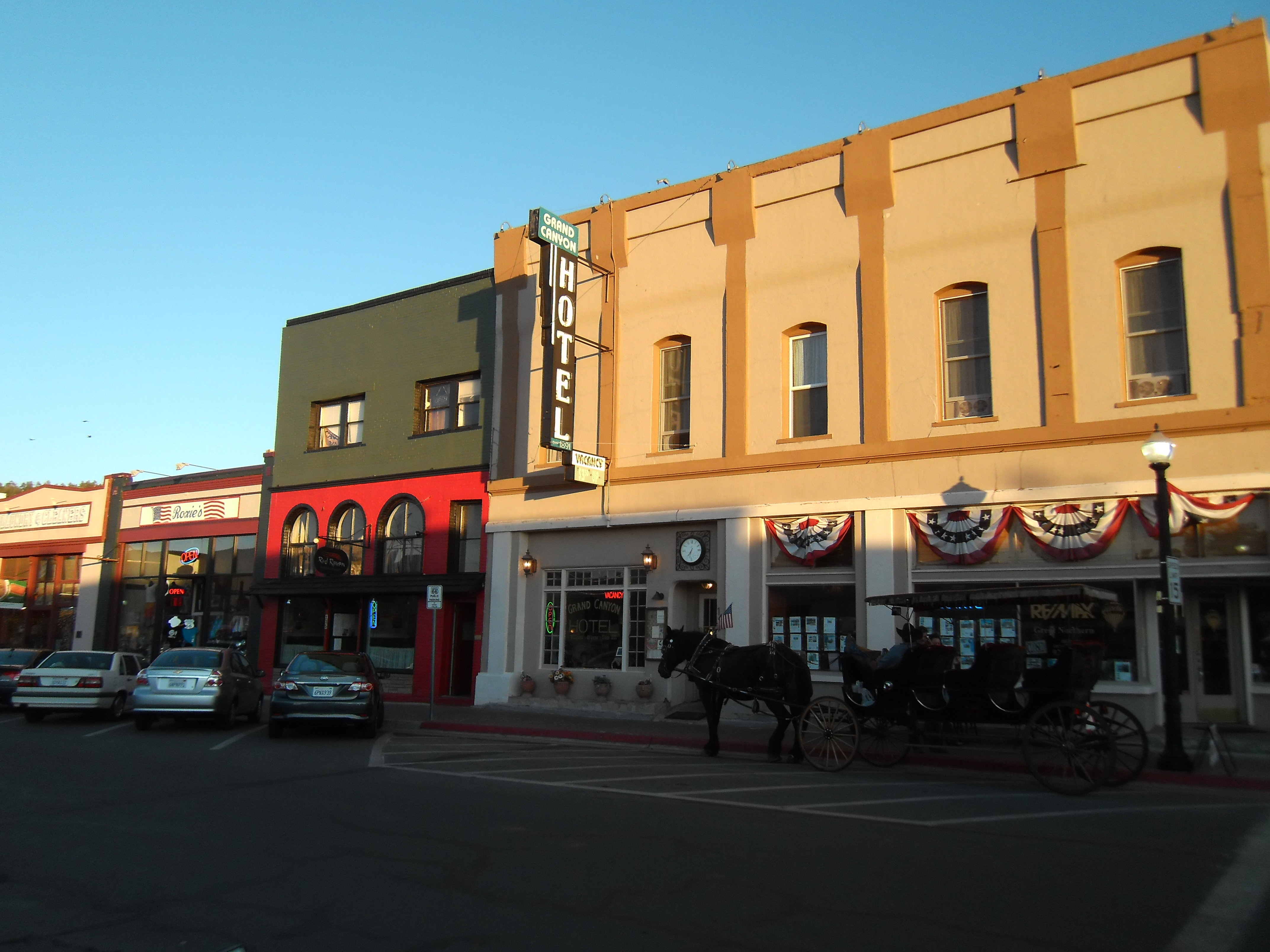

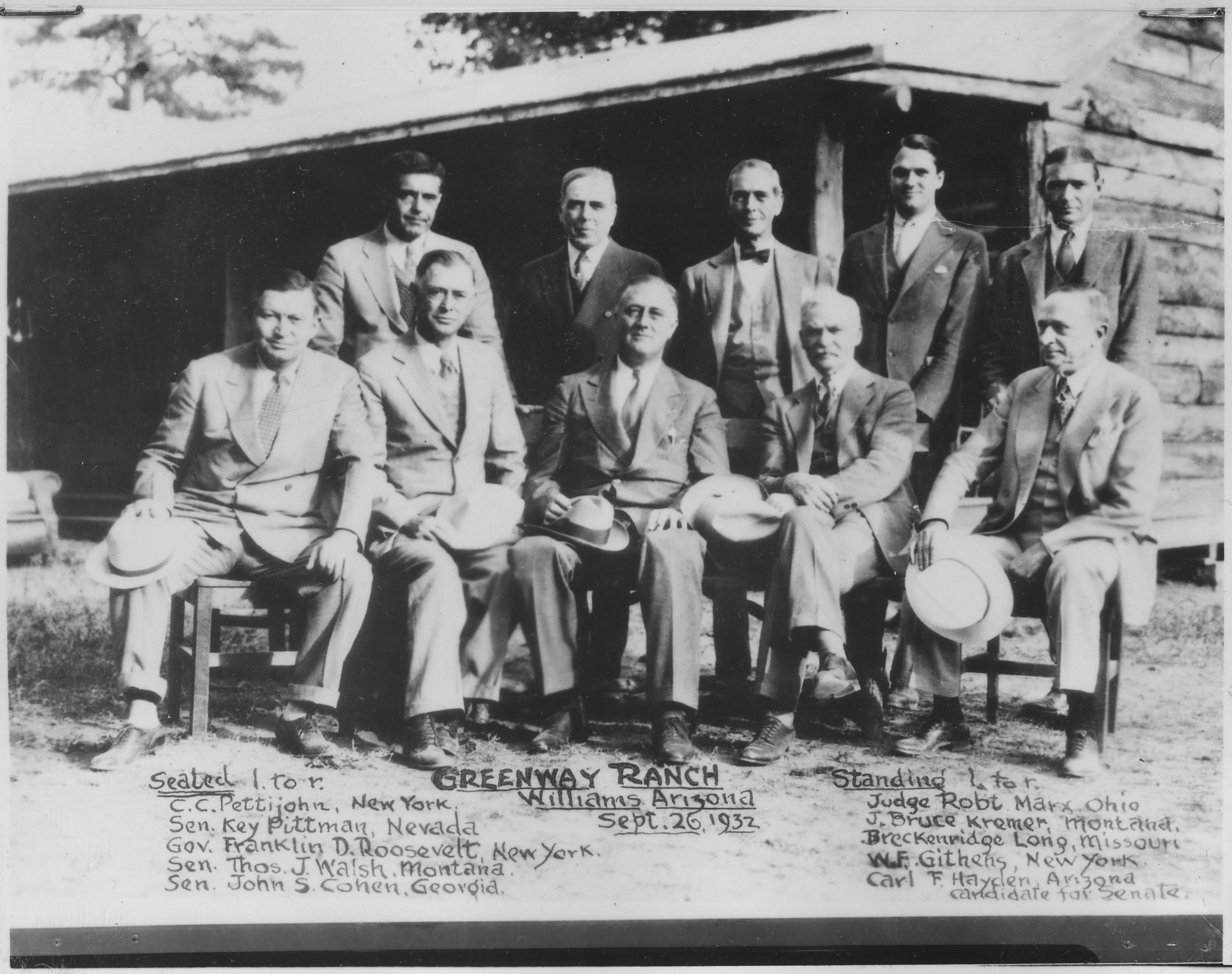
Франклін Делано Рузвельт (у центрі) у Вільямсі 26 вересня 1932, під час президентської кампанії цього року

Згідно з переписом 2010 року, у місті мешкали 3023 особи в 1168 домогосподарствах у складі 785 родин. Густота населення становила 27 осіб/км².  Було 1426 помешкань (13/км²).
Расовий склад населення:
| - 76,3 % — білих - 1,8 % — корінних американців - 1,7 % — чорних або афроамериканців - 1,0 % — азіатів - 0,1 % — вихідців з тихоокеанських островів - 15,4 % — осіб інших рас |

До двох чи більше рас належало 3,7 %. Частка іспаномовних становила 35,6 % від усіх жителів.
За віковим діапазоном населення розподілялося таким чином: 25,7 % — особи молодші 18 років, 60,3 % — особи у віці 18—64 років, 14,0 % — особи у віці 65 років та старші. Медіана віку мешканця становила 39,2 року. На 100 осіб жіночої статі у місті припадало 98,2 чоловіків;  на 100 жінок у віці від 18 років та старших — 94,0 чоловіків також старших 18 років.
Середній дохід на одне домашнє господарство  становив 53 907 доларів США (медіана — 40 200), а середній дохід на одну сім'ю — 60 448 доларів (медіана — 53 056). Медіана доходів становила 38 667 доларів для чоловіків та 36 000 доларів для жінок. За межею бідності перебувало 28,1 % осіб, у тому числі 41,0 % дітей у віці до 18 років та 8,7 % осіб у віці 65 років та старших.
Цивільне працевлаштоване населення становило 1309 осіб. Основні галузі зайнятості: мистецтво, розваги та відпочинок — 24,4 %, роздрібна торгівля — 14,1 %, освіта, охорона здоров'я та соціальна допомога — 13,9 %.